# Ptilodactylidae
Ptilodactylidae je čeleď brouků z nadčeledi Byrrhoidea.

## Taxonomie
- Podčeleď Anchytarsinae
  - rod Byrrocryptus Broun, 1893
    - Byrrocryptus nigrinus (Carter, 1936)
    - Byrrocryptus oblongus (Carter, 1930)
    - Byrrocryptus serraticornis (Carter, 1929)
    - Byrrocryptus variegatus (Carter, 1935)
- Podčeleď Aploglossinae
- Podčeleď Areopidsiinae
- Podčeleď Cladotominae
  - rod Austrolichas Lawrence & Stribling, 1992
    - Austrolichas monteithi Lawrence & Stribling, 1992
- Podčeleď Ptilodactylinae
- rod Ptilodactyla
  - Ptilodactyla exotica Chapin, 1927
  - Ptilodactyla nitens Laporte de Castelnau, 1840
  - Ptilodactyla caudata